# Lucie Theodorová
Lucie Theodorová, také známá jako Amanda Heart (* 18. prosince 1982, Studénka) je česká pornoherečka. Měří 173 cm, váží 55 kg, její míry jsou 86-61-96. Kariéru zahájila v roce 2003, působila zejména v Itálii a Španělsku, v současnosti[kdy?] žije v USA. Spolupracovala se společnostmi Private a Hustler. V květnu 2005 byla zvolena Dívkou měsíce časopisu Penthouse.[zdroj?]

## Filmografie
- All Venus No Penis 1
- Art of Kissing 3
- Cleopatra 1
- Diplomarbeit Ficken
- Drunk Sex Orgy: Euroslut Hotel
- Exchange Students 3
- Fucker Takes All
- Hell Is Where the Party Is
- Infermiere a domicilio
- Les Petites etrangères
- Private Life of Jessica May
- Rabbit Girls